# The International Association for the History of Religions
The International Association for the History of Religions (zkratka IAHR) je mezinárodní organizace, která sdružuje osobnosti a společnosti, které se zabývají religionistikou. Název by se dal přeložit jako Mezinárodní společnost pro historii náboženství.

## Dějiny organizace
Nepravidelná kongresová setkání religionistů se konala již od počátku 20. století. Až na sedmém kongresu, který se konal v roce 1950, byla ustanovena společnost s názvem International Association for the Study of the History of Religion (Mezinárodní asociace pro studium dějin náboženství) (IASHR). Do jejího čela se postavil holandský badatel Gerardus van der Leeuw, prvním viceprezidentem se stal Raffaele Pettazzoni. Po Leeuwovi se prezidentem stal Pettazzoni. V roce 1970 se společnost přejmenovala na The International Association for the History of Religions se zkratkou IAHR.
Kongresová setkání IAHR se konají od roku 1950 pravidelně v pětiletých intervalech (poslední se konal v roce 2015 v Erfurtu). Dvakrát se speciální kongresy konaly i v Brně, kde je organizovala Společnost pro studium náboženství (dnes Česká společnost pro religionistiku).